# مذبحة هامبورغ
كانت مذبحة هامبورغ (أو مذبحة القميص الأحمر أو أعمال شغب هامبورغ) أعمال شغب في مدينة هامبورغ الأمريكية في كارولاينا الجنوبية في يوليو من عام 1876 أفضت إلى آخر موسم انتخابي في عصر إعادة الإعمار. كانت بداية سلسلة من الاضطرابات المدنية التي خطط لها ونفذها الديمقراطيون البيض في دائرة إيدجفيلد الانتخابية الجمهورية ذات الأغلبية السوداء، بهدف قمع تصويت السود، وتعطيل اجتماعات الجمهوريين، وقمع الحقوق المدنية للأمريكيين السود، من خلال التهديد والعنف الفعلي.
كانت المذبحة متجذرة في الكراهية العرقية والدوافع السياسية وبدأت من نزاع حول ممر مجاني على طريق عمومي. اجتذبت جلسة استماع في المحكمة «نادي البندقية» البيض المسلحين، والذين يُسمون بالعامية «بالقمصان الحمر». راغبين بإعادة كسب السيطرة على حكومات الولاية وسحق الحقوق المدنية للأمريكيين السود، هاجم أكثر من 100 رجل أبيض نحو 30 جنديًا أسود من جنود الحرس الوطني عند مستودع الأسلحة، ما أسفر عن مقتل اثنين أثناء محاولتهم المغادرة في تلك الليلة. لاحقًا في الليلة نفسها، عذب ذوو القمصان الحمر أربعة من الميليشيا وقتلوهم بينما كانوا يحتجزونهم سجناء، وأصابوا عدة غيرهم. في المحصلة، أسفرت أحداث هامبورغ عن مقتل رجل أبيض واحد وستة سود وإصابة عدة من السود. على الرغم من اتهام لجنة محلفي قاضي الوفيات 94 رجلًا أبيض بالقتل، لم يُحاكم أي منهم.
كانت الأحداث عاملًا محفزًا في العنف الشامل في الحملة الانتخابية المتقلبة لعام 1876. كانت عدة حوادث عنف غيرها قد حدثت في الأشهر السابقة للانتخابات، بما فيها ما قُدر بمئة رجل أسود قتلوا خلال عدة أيام في إيلينتون، كارولاينا الجنوبية، وفي مقاطعة أيكن أيضًا. نجح الديمقراطيون الجنوبيون في «تخليص» حكومة الدولة وانتخاب ويد هامبتون الثالث حاكمًا. أثناء ما تبقى من القرن، سنوا قوانين لتأسيس حكم الحزب الواحد الأبيض، وفرض الفصل القانوني و«قوانين جيم كرو»، وتجريد السود من حق التصويت بدستور دولة جديد اعتُمد في عام 1895. ظل استبعاد السود من النظام السياسي قائمًا بصورة فعالة حتى نهاية ستينيات القرن الماضي.

## خلفية
كانت هامبورغ بلدة سوقية تسكنها أغلبية من السود المحررين في مقاطعة أيكن، على طرف نهر سافانا المقابل لأوغستا، جورجيا. كانت أيكن المقاطعة الوحيدة في الولاية التي جرى تنظيمها خلال عصر إعادة الإعمار. عقب نهاية الحرب، أُعيد إسكان البلدة السوقية البائدة بالرجال المحررين. (ألغاها توسع خط السكك الحديدية خاصة كارولاينا الجنوبية إلى أوغستا) انتقل العديد من السود في فترة ما بعد الحرب من المناطق الريفية إلى المدن لتفادي عنف البيض وتحصيل الأمان في مجتمعاتهم الخاصة.
بينما سعى الجنوبيون إلى إعادة اكتساب السيطرة على السلطة التشريعية للولاية، خطط قادتهم لعرقلة الأحداث الجمهورية، كما هو موضح في «خطة حملة عام 1876» خاصة الجنرال الكونفدرالي المخضرم مارتن دبليو. غاري (المعروفة أيضًا باسم خطة إيدجفيلد). في الرابع من يوليو 1876، يوم الاستقلال، قاد مزارعان أبيضان عربة إلى شارع السوق العريض في هامبورغ، حيث قابلا شركة ميليشيا محلية كانت تنقب (أو تستعرض) تحت قيادة الكابتن دي. إل. «دوك» آدامز.